# 友吉
友吉是大阪出身的漫畫家，現居東京，男性。

## 概要
以同人社團「友毒屋」一直活躍著。作品中以喜劇類型居多。大致來說不太有名，直到他在芳文社的漫畫雜誌《Comicgear》展開新的連載後，才開始逐漸打開知名度。近年來，作品中已建立屬於他個人的風格。此外，本人十分善長遊戲，因此作品中常見到這樣的題材。

## 主要作品
- 《謎部のアレ。》（芳文社《Manga Time Kirara Carat》連載的四格漫畫作品）
- 《熱鬥！電競高手》（芳文社《Comicgear（日语：コミックギア）》連載的青年漫畫作品，後休刊，改由《Manga Time Kirara Forward》重新連載）

## 外部連結
- （日語） 友毒屋－作者管理的同人社團網站